# قائمة حلقات أهلا بك في عالم السحرة
هذه قائمة لأحداث حلقات فيلم اهلا بك في عالم السحرة.
| ترتيب الحلقات | اسم الحلقة باللغة اليابانية     | اسم الحلقة بالعربية                  | تاريخ عرض الحلقة اليابانية لاول مرة |
| --- | ------------------------------- | ------------------------------------ | ----------------------------------- |
| 1 | 学園都市                        | مدينة المدارس                        | 4 أكتوبر 2008                       |
| تدور احداث الحلقة بهرب توما من مجموعة من الشباب الذين كانوا يطاردونه بسبب انه حاول انقاذ ميكوتو ميساكا من مجموعة الشباب الذين كانوا يتحرشون بها لفظياً و بعد ان تعب من الركض ظن بأنه هرب منهم بطريقة ما ولكن في الواقع ميكوتو قامت بأستخدام قدرتها الكهربية وتخلصت منهم بطريقتها وقامت بسؤال توما عن سبب قيامه بدور البطل وسألته إذا ما سمع بقدرتها الخارقة ولكنه ادخل نفسه بعراك معها حاولت ميكوتو جاهدة هزم توما بقدرتها الخارقة لكنه استخدم يده اليمني التي توقف اي سحر أو قدرة خارقة ميكوتو تضايقت من هذا وقامت بعمل عاصفة كهربية تسببت بأنقطاع الكهرباء عن المدينة مما أدي إلي تلف الأطعمة التي كانت في ثلاجته عندما عاد للمنزل اكتشف ما فعلته ميكوتو ولكنه دخل شرفته ليجد شئ غريب فتاة معلقة علي حبال الغسيل هذه الفتاة تقول له بأنها جائعة تسأل توما كيف يطعمها وطعامه فاسد لكنها اخذت منه الطعام وتناولتها كله تسأل كيف وصلت إلي شرفته قامت انديكس بتعريفه بنفسها وذكرت له بأنها مُلاحقة من قبل السحرة الاشرار الذين يريدون اخذ الكتب 103 الآف السحرية التي تملكها توما استعجب كيف تملك كل هذا الكم من الكتب وهي لا تملك حتي حقيبة ولكن هذا الكلام لم يدخل راسه و اخبرها عن يديه وهي الآخري سخرت منه و قالت له ان زيها الديني عبارة عن كنيسة متنقلة (درع يحميها من اي هجوم سحري ) لكن بمجرد من ان لمسه توما تمزق تماماً بعد عدة ثواني من لمسه انديكس قامت بعض توما بسبب ما قام به واعادة حياكة الزي بسرعة وقامت بأستخدام دبابيس كبيرة الحجم لتغلق الزي تسمي ابر الحصير اليابانية لكنها قررت ان تغادر وتسأل توما عن سبب رحيلها اخبرته بأنه الزي خاصتها فيه طاقة يستطيع السحرة استشعارها وتحديد مكانها فلذلك عليها ان لا تبقي ورحلت دون ان تأخذ القلنسوة (غطاء رأسها معها ) توما ذهب للمدرسة للانضمام لدروس التقوية بسبب انه فتي ذو مستوي صفر (لايمتلك قوة خارقة بحسب تصنيف المدرسة ) اثناء الدرس كان يفكر فيما تفعل انديكس وفي كلامها عن الكتب السحرية وأثناء عودته حاولت ميكوتو ان تدخل في معركة اخري معه لكنه تركها دون ان يدخل في نزال معها وفغضبت منه وواستخدمت قدرتها لتتسبب بخلل في كل الاجهزة الكهربية في المدينة و طالبته بنزال اخر لكنه قال لها اعتبري نفسك فائزة وتركها و تذكرت انديكس انها لم تاخذها فعادت لاسترجاعها ولكن كان ينتظرها السحرة هجموا عليها واصابوها بطعنة في ظهرها وعندما عاد توما من المدرسة وجدها ملقاة علي الارض وامامها ساحر غريب لتنتهي الحلقة بهذا الشكل |                                 |                                      |                                     |
| 2 | (魔女狩りの王 (イノケンティウス | (إينوكينتيوس) صائد السحرة            | 11 أكتوبر 2008                      |
| بدأت الحلقة باستكمال احداث الحلقة السابقة ثم بدئت الأحداث بحديث بين الساحر ستيل ماغنوس وتوما الذي كان يريد معرفة سبب هجومه علي انديكس وذكر له انه استخدم القلنسوة لكي يحدد مكانها بدء توما بتحليل كلام الساحر مع الكلام الذي قالته انديكس وذكر الساحر بأنه لم يفعل هذا ولا شريكته كانزاكي واكد ان زي انديكس امن لها الحماية الكاملة لكن لا يعرف سبب تعطله توما تضايق وبدء يعنف ستيل علي فعلته التي قام به ولكن ستيل وضح بانه متواجد في هذا المكان لمعالجتها كي يحافظ علي الكتب المئة والثلاثة الآلاف السحرية سأل توما اين توجد هذه الكتب التي يبحثون عنها فرد عليه ستيل انها محفوظة في مكان ما داخل رأسها وقال ان انديكس لديها ذاكرة مميزة حيث تحفظ ما تسمع من اللحظة الاولي وتعرف كيف تستعيد هذه المعلومات وقتما تريد وهذا ما يعرف بأسم (الذاكرة المثالية ) و اكد انها تحمل مكتبة سحرية برأسها ولكنها لا تستطيع ممارسة السحر ولكن يكتشف لاحقاً في الحلقات التالية ان هذا امر كاذب كلام ستيل عن انه يريد حماية انديكس قبلما يصل اليها سحرة اخرين ضايق توما وحاول لكمه لكنه فشل وبدء قتال حيث استخدم ستيل قواه السحرية في توليد النيران بعدما اخبره بأسمه السحري بدء توما في التفكير بأستخدام قدرته علي إبطال القدرات الخارقة وبالفعل استخدم يديه لابطال قوي سحر ستيل الناري ستيل ظن انه هزم توما ولكنه تفاجاء بأنه لم يصب بخدش حاول استخدام قدراته مرة اخري لكن دون جدوي بدء ستيل يحلل ان قدرة توما هي التي تسببت في تمزيق زي انديكس ولكنه قام بنداء خادمه الاقوي (إينوكينتيوس) المعروف بكونه صائد السحرة فور ظهور (إينوكينتيوس) بدء بحرق المكان فهو عبارة عن شعلة لهب كبيرة تمكن توما من تبديد (إينوكينتيوس) لكنه تشكل من جديد لان هناك تعويذة في المبني تعيد تشكيل (إينوكينتيوس) و تتحكم بسحر ستيل لكن انديكس قالت ان التعويذة هي الحروف الرونية (هي عباراة عن ابجدية سحرية مكونة من 24 حرف تعني السحر والغموض و استخدمها الالمان منذ القرن الثاني الميلادي ) التي تعيد تشكيل (إينوكينتيوس) و قامت بأخبار توما ان عن اماكن هذه الحروف فعلم توما انه عليه التخلص من هذه التعويذة حتي يتمكن من ابطال سحر ستيل ماغنوس وخادمه تعجب توما من انديكس تحدثه وهي فاقدة الوعي واخبرتها باصلها ولكن ستيل استخدم تعويذة اخري وضرب بها توما من الخلف ونتيجة هذا حصل انفجار كبير بالكاد نجي توما ونزل إلي الطابق السفلي ليجد امامه هذه الحروف الرونية ᚲᚨ و التي تعني (مصباح الآله اودين) علي اوراق فتذكر انه عليه التخلص منها باسرع وقت لكن (إينوكينتيوس) لحق به ولكن توما هرب منه بأعجوبة عن طريق القفز من الشرفة الطابق لكن (إينوكينتيوس) لم يقدر ان يلحق به فعلم ان مدي الحروف يحد (إينوكينتيوس) استخدم توما اجهزة انزار الحريق في المبني ليفعل طافيات الحريق الذاتية وتقوم برش الماء علي ماغنوس و (إينوكينتيوس) و لكن ستيل يخبر توما بأن (إينوكينتيوس) لا يتأثر بالماء لكن خطة توما كانت اعمق كانت لتبليل الاوراق التي بها الحروف الرونية فتزال بسبب ان الماء سينثر الحبر بعيد التي تمد (إينوكينتيوس) بالحياة وتساهم بأعادة تشكيله وهكذا اُبطل سحر ستيل ماغنوس واختفي (إينوكينتيوس) عندما استخدم توما يديه ستيل صُدم من الذي حدث وقام توما بتوجيه لكمة له واسقطه ارضاً انتهت الحلقة بأن اتت المطافي لتري ما سبب تفعيل اجهزة الحريق في المبني واثناء هذا كانت كل من ميكوتو ميساكا وشيراي كوراكو واقفات لتشاهدن ماذا يحدث سألت ميكوتو كوركو عن سبب تواجدها في المكان قالت لها بأنها تعمل مع الحكومة (فئة مهمتها ضبط الامن في مدينة المدارس ) فكر توما بأن ياخذ انديكس إلي المشفي لكنه تذكر انها لاتملك بطاقة هوية وهكذا سينكشف امرها لكنه فكر جيداً لكن انديكس استيقظت وقالت له انها ستكون بخير لو اوقفت النزيف الذي في ظهرها سألها إذا ما ان هناك ولو تعويذة في الكتب التي تحفظها اخبرت توما بان هناك تعاويذ لك قواه (الاسبرية) ستمنع التعويذة من العمل وقالت له لا يمكن لاي اسبيري ان يساعدها تذكر توما ان معلمته من الانتي سكيل (عديمي القدرات الخارقة ) و لذلك اخذ توما انديكس وذهب بها إلي منزل الاستاذة الذي كان يعج بعلب القهوة الساخنة واعقاب السجائر المعلمة خافت بمجرد ان رات الجرح العميق الذي كان في ظهر انديكس وبدات انديكس بقول انها تفقد طاقتها الحيوية بسبب جرحها العميق اثناء هذا قامت بتحذير توما انه يجب ان يبتعد عن المكان لينجح العلاج وعليهم فعل هذا قبل انتهاء المدة المحددة حتي لاتنفذ طاقتها الحيوية وتموت و قبل ان يغادر طلب من المعلمة ان تعتني بأنديكس جيداً وتنفذ كل ما تقوله لها حتي تعود لحالتها الطبيعية ركض توما وهو يتذكر كلام انديكس وبظهور كانزاكي في الخلفية تنتهي الحلقة علي مشهد |                                 |                                      |                                     |
| 3 | ( 必要悪の教会 (ネセサリウス    | نيسيساريوس، كنيسة الشر الذي لابد منه | 18 أكتوبر 2008                      |
| تُعلم انديكس المعلمة كوماي أنه يجب عليها استدعاء ملاك من أجل مساعدتها في شفاء جرحها العميق عن طريق رسم انديكس لتخطيطيًا على الطاولة يشبه نسخة مصغرة من الغرفة مع الكائنات التي عثرت عليها مثل الدمي الصغيرة والكتب لكن حذرتها انديكس من فشل السحر لان إذا فشل السحر قد تموت المعلمة كوماي ايضاَ ولكن تنجح في تلاوة التعويذة بشكل صحيح بهذا تنجحا في ان تسدعيا الملاك ليساعد انديكس لاستعادة طاقتها الداخلية. في اليوم التالي، بعد مغادرة كوموي، تحدثت إندكس وتوما عن سبب حفظها لكتب السحر البالغ عددها 103000 كتاب سحري وكيف تم إنشاء نيسيساريوس Necessarius ، وهي كنيسة فاسدة تقوم بتجارب السحر. في وقت متأخر من الليل، تخبر إندكس توما بأنه تتذكر فقط منذ وصوله إلى اليابان قبل عام. بعد وقت قليل، تترك إندكس توما بمفرده وتظهر أمامه فتاة تدعى كانزاكي كاوري وهي احدي سحرات نيسيساريوس لتنتهي الحلقة علي هذا المشهد. |                                 |                                      |                                     |
| 4 | 完全記憶能力                    | الذاكرة المثالية                     | 25 أكتوبر 2008                      |
| كانزاكي تطلب من توما تسليمه انديكس لها وتحدزره من عدم الانخراط في شؤون السحرة ؛ ومع ذلك، توما يرفض ويحاول مهاجمتها، لكنه لا يستطيع الاقتراب منها بسبب قدرتها العالية علي القتال. أخبرته كانزاكي أنها هي التي هاجمت انديكس في ذلك الوقت، على الرغم من أنها لم تكن ترغب في القيام بذلك، إلا أنها أخبرته بأن انديكس لديه القدرة على الذاكرة الفوتوغرافية المثالية وأن نسبة 85٪ من دماغها تشغل 103 ألف كتابًا سحريًا ونسبة 15 ٪ المتبقية تحتفظ بها لنفسها، لكن إذا تجاوزت هذه النسبة التي تحتفظ بها في دماغها لنفسها أكثر من 15٪، فلن يقاوم دماغها وستموت و يعد هذا السبب الأول في رغبتها هي وستيل في محو ذاكرتها كل عام، وفي غضون 3 أيام سيمحوون ذاكرتها واستمر القتال بينها وبين توما انتهي بفوز توما ولكن نتيجة هذا القتال اتت بنتائج عكسية علي توما، الذي أصيب بجروح بالغة، ودخل بغيبوبة استمرت لمدة 3 ايام. عندما أستيقظ في الصباح، أدرك أن 3 أيام قد مرت ؛ لذلك، علي ستيل وكانزاكي ان يأتيان إلي منزله كي يقوما بمحو ذاكرة انديكس لتنتهي الحلقة علي وصولهم للغرفة التي يوجد بها توما لتنتهي الحلقة بهذا الشكل . |                                 |                                      |                                     |
| 5 | (十二時 (リミット               | الحد، منتصف الليل                    | 2 نوفمبر 2008                       |
| تبدأ الاحداث بأستكمال ما حدث في الحلقة السابقة بحيث تخبر أنديكس كانزاكي وستيل بأنها لن تهرب منهم طالما أنهم لم يؤذوا توما، ثم يختفي كل من كانزاكي وستيل ويخبرون توما أن لديه حتى منتصف الليل ليودعها. عندما حل الليل قبيل بدء الطقوس، توما حدث المعلمة كوموي علي الهاتف، ويخبرها بشأن ما قالته له كنزاكي. وخلص إلى أن كانزاكي وستيل قد خُدعا بالمعلومات التي قدمتها كنيسة نيسيساريوس لهما، لذا فإن مشكلته الوحيدة هي أن إندكس ستشعر بالسوء وحاول توما بأن يكتشف اين تم ختم الكتب 103 ألف السحرية ولكنه عثر علي شئ غريب رمز سحري داخل فمها. عند لمس الخاتم بيده اليمنى، فتم تفعيل ألية الدفاع الاولي وقام عقلها الباطن بتفعيل أحدي مهارتها الدفاعية وهي ملجأ القديس جورج للقضاء على التهديد الخارجي والآن علي توما ان يفكر بطريقة لأيقاف انديكس قبلما تتسبب في تدمير المكان بسبب قواها السحرية لتنتهي الحلقة بهذا الشكل |                                 |                                      |                                     |
| 6 | ( 幻想殺し (イマジンブレイカー  | مخترق الخيال "اماجين بريكر"          | 11 نوفمبر 2008                      |
| تبدأ احداث الحلقة بأستكمال ما حدث في الحلقة السابقة حيث تهاجم انديكس توما بقوها السحرية التي تسمى "نفس التنين" ، وهي قوة مدمرة للغاية إلى جانب الريش الذي يسقط من السماء علي توما ان لا يدع ريش يلمسه فالريشة الواحدة كفيلة بالقضاء عليه. توما يحمي نفسه بيده اليمنى من الهجوم حتى يساعده ستايل وكانزاكي على الاقتراب منها، وبالتالي تمكن من ردعها ؛ ومع ذلك، لمست أحد الريشات التي تسقط من السماء رأس توما مما تسبب له في وفاة. يستيقظ توما وفي صباح اليوم التالي ارسل توما للمشفي وعندها تلقي خطاب يحكي فيه ستيل عن من هم ويشكره علي مساعدته له، لكن ذكرياته تم محوها عليها بسبب وضع القلم. ومع ذلك، فقد كذب على إنيدكس لكي لا تشعر بالذنب، قائلاً إنه ألغى قوة القلم جون بواسطة قدرته "مخترق الخيال " (الاسم الذي وضعه طبيب المستشفى) كاليستيس و قال لها ان كل ما حدث بسببك وتشعرين براحة مما ضايق انديكس فقامت بعضه وتركته و عندما سأله الطبيب هل ما كان مرتاح بسبب محو ذكرياته قال للطبيب انه لا يتحمل رؤية انديكس وهي تبكي انه اخبر الطبيب بأنه رغم فقدانه لخلاياه الدماغية إلا انه لازال يتذكر بقلبه كل الاشخاص الاعزاء عليه بعد ذلك يلتقي ستيل ماغنوس بشخص غريب يدعي القائد أليستر ويحدثه عن الحرب بين جانب العلماء وجانب السحرة و يقول انه هناك في المدينة واحدة تدعي ديب بلاد "هي صائدة مصاصي الدماء" و يؤكد ان كانت ديب بلود موجودة فمصاصين الدماء حقيقة و لكن ماهو الذي يثبت وجود قدرة "مخترق الخيال " و يذكر بأن توما ليس خطيراً لان مستواه صفر |                                 |                                      |                                     |
| 7 | (三沢塾 (かがくすうはい)        | معبد العلم                           | 15 نوفمبر 2008                      |
| تبدأ احداث الحلقة بعد ان مر أسبوعان منذ أن فقد توما ذاكرته تطلب انديكس من توما ان يأخذها لتناول الايس كريم و لكن توما يذكرها بأنها منوعة من تناول المثلجات بسبب نظام التربية الديني للرهبان تحت التدريب و بعد ذلك يلتقي بفتاة غريبة تدعي بأنها ساحرة لكن انديكس تسألها عن اسمها السحري، و المدرسة السحرية التي تنتمي لها و ذكرت امام زملاء توما من الصف ان توما مزق زيها عندما استخدم قدرته عليها لتثبت له ان السحر امر حقيقي، التقى بستيل في وقت لاحق و قال له انه بحاجة إلى العمل معه لإنقاذ أيسا هينجامي المعروفة أيضاً بأسم (ديب بلاد) ، وهي فتاة لديها القدرة على قتل مصاصي الدماء وهي سجينة داخل مدرسة ميساوا الخاصة يبلغه ستيل أن الشخص الذي يدعي اوريليوس ايسارد Aurelius Issard وهو واحد من جانب العلماء و هو من اخطر العلماء فهو احدي خريجي مدرسة الكميائين مدرسة زيروخ. بحيث انه يريد ان ياخذ ديب بلاد لانها تستشعر اين يوجد مصاصي الدماء و يذكره لو قام برفض التعاون بينه و بين نيسيساريوس فسيأخذون انديكس بعيداً عنه لان هدف نيسيساريوس الأول ان لاتخاون انديكس الكنيسة و تنضم لجانب سحرة اخرين أو لجانب العلماء قامت انديكس بأحضار احدي القطط من الشارع إلي سكن توما الطلابي و لكن توما قال لها لا يجوز ان يحتفظ بحيوان أليف في سكنه لان هذا ضد القوانين بعد الحاح و الحاح وافق توما علي هذا عندما خرج من السكن وجد ستيل يلصق حروفه الرونية علي جوانب الحائط و فسر له ستيل ان هذا مهم لحماية انديكس توما جنبا إلى جنب مع ستيل يتجه إلي تلك المدرسة. عند وصوله إلى هناك، يعرف بأن اوريليوس ايسارد هو مالك هذه المدرسة قام توما بسؤال ستيل عن مدي خطر هذا الشخص و اجابه بان الكميائين لديهم هدف و هو تشكيل و خلق ما هو الكون بمعني آخر يريدون ان يجعلوا ما يتخلونه حقيقة و بمجرد ان اعطي ستيل صورة ديب بلاد صُدم توما لانه قابلها في المطعم قبل ان يقابل ستيل أول مرة، دخل كل من توما و ستيل المدرسة و وجدا شخص ما مرتدي درع الفارس و غارق في دمائه ظنه توما رجل آلي مُخرب لكن ستيل قال له انه هذه جثة لتنتهي الحلقة علي هذا الشكل |                                 |                                      |                                     |
| 8 | (黄金練成 (アルス=マグナ        | آرس ماجنا                            | 22 نوفمبر 2008                      |
| تبدأ احداث الحلقة بأستكمال ما حصل في الحلقة السابقة توما يسأل ستيل عن سبب تواجد جثة كهذه اخبره بأنهم في ميدان معركة و هذا الفارس ربما يكون أحد الفرسان الثلاثة عشر التابعين لكنيسة روما الكاثوليكية و لاحظ توما انه الطلاب لا يرونه و اخبره ستيل بأنهم كوجه العملة حيث لا يمكن للطلاب رؤيتهم أو لا يمكنهم التحكم في تصرفات الطلاب يحاول توما استخدام يده للإيقاف التعويذة لكن ستيل يذكره بأنه لن يقدر ان يلغي السحر الأ عندما يصل لجذره يتعرضون للهجوم من قبل طلاب تلك المدرسة من الاسبيرين باستخدم تقليد لسحر يدعي (جوقة جيجوري و هو عبارة عن سحر يقوم به أكثر من 3333 راهب و لكن يتحكم في السحر شخص واحد)؛ لذلك، يستخدم ستيل و توما بمثابة شرك للهروب توما يراقب أحد الطالبات اللائي يتعرضن للأذى بسبب السحر الذي تستخدمه حتى تنفجر كاد ان يصاب بالضربات السحرية لكن السحر تلاشي مجرد ان اقترب ايسا هينجامي اثتاء ما يقوم ستيل بتدمير نواة السحر يلتقي بأوريليوس ايسارد و يقوم اوريليوس بالثناء عليه و علي قوة توما من ثم تقترب ايسا منه و تقوم بشفاء جروح الفتاة يسأل توما أيسا عن كيفية شفائها للفتاة الجريحة تخبره بأنها ساحرة و تخرج له العصا السحرية و يقول لها تعالي معي و لكنها تخبره بأن ليديها اسباب تجعلها تبقي في هذا المكان و اخبرته بانها موجودة في هذا المكان قبلما يسيطر ايسارد علي المكان و فيهم توما انها في هذا المكان بسبب انها تجذب مصاصي الدماء فتقول له بأنها في الاصل تجذب مصاصي الدماء و تقوم بقتلهم واحد تلو الاخر فدم ايسا به رائحة مميزة و تؤكد علي انها كرهت القتل فمصاصوا الدماء مخلوقات علي شاكلة البشر و لكن اوريليوس وعدها بأنه يحتاج لقوي مصاصي الدماء فلذلك لم يؤذيهم كما وعدها لكن توما يخبرها بانها مخدوعة و لذلك يجب ان يوقف اوريليوس عن حده توما يلتقي أوريليوس، و يبدأ قتال بينهم لكن توما لم يقدر علي لمسه تقف ايسا في الوسط في الوسط و تخبر ايسارد لو ظل يود ان يقتل المدنين ستتوقف عن مساعدته لكنه يمحو كل ما رأه توما من احداث في مكان بواسطة احدي خدعه يستيقظ كلا من ستيل و توما في حديقة دون معرفة ما حدث ؛ ومع ذلك، يمكن لتوما أن يتذكر ما حدث من خلال لمس رأسه بيده اليمنى في هذه الأثناء تذهب إندكس للبحث عنه، لكنها التقى بأوريليوس ألم تتذكري من هو اوريليوس أيسارد و قام بألقاء تعويذوة عليها لتنام. بعد معرفة ما حدث، عاد توما وستيل، و لكن كان هناك بعض الفرسان ينتظرونهم عند المدخل و بدء الفرسان بأستخدم تعويذة جوقة جيجوري اثناء ذلك ظهر برق في السماء احمر اللون نتيجة استخدام قدرة القصف المقدس و تسببت هذه الفعلة بتدمير المبني لكن فجاءة عاد المبني لطبيعته نتيجة استخدام اوريليوس تعويذته الخارقة ارس ماغنا (الخمياء الذهبية ) التي اعادت كل شئ كما كان و بمجرد من انتهاء هذا سمع مواء سفينكس ليدرك ان انديكس اتت لهذا المكان لتنتهي احداث الحلقة علي ان اوريليوس اخذ انديكس لمكتبه و معه ايسا تتبعه في ظل تواجد البدر . |                                 |                                      |                                     |
| 9 | ( 吸血殺し (ディープブラッド    | ديب بلاد                             | 29 نوفمبر 2008                      |
| تبدأ احداث الحلقة بأستكمال ما حدث في الحلقة الماضية يذهب كل من توما وستيل إلي مبني مدرسة ميساوا حيث تبدأ المواجهة الأخيرة مع اوريليوس قبل ما يبدأ القتال قال أوريلوس انه يريد انقاذ انديكس التي تم زرع 103000 كتاب سحري في داخلها و عرف ان ستيل كان مرافق انديكس قبل عام و قبلها اوريلوس و بدء بطرح خططته انه يريد تحويل انديكس من بشرية لمصاصة دماء كي يحافظ عليها من محو الذاكرة السنوي بمجرد ان عرف توما خطط اوريليوس قرر ان يقاتله كي يجعله يدفع ثمن شروره ولكن اوريليوس دفع عن نفسه انه يود ان يفعل هذا لمصلحة انديكس فقلد راي معانتها عندما تخضع لمحوا الذاكرة السنوي لذلك قرر ان يستعمل هذه الطريقة لانه لا يريد ان تنسي كل الاناس الذين قابلتهم و تتبادل معاهم ذكريات و لكن ستيل ذكر ان اوريليوس خان الكنيسة الرومانية عندما هرب لمدة ثلاث سنوات و اكد ان توما فعل ما عجز عن القيام به لكن اوريليوس استغرب من كلام ستيل و اخبر ستيل ان قدرة توما اقوي من اي قوة يمتلكها اي بشري وذكر ان انديكس سعيدة بكونها مع توما لكن هذا الكلام لم يعجب أوريليوس و بدء باستخدام قدرته الخاصة لانهم سخرا من مشاعره لكن تحاول ايسا ان تجعله يتوقف لكنه يستخدم قدرته مرة اخري ليجلعها تموت قدرة ارس ماغنا (عبارة عن سحر يقوم بواسطته اوريليوس وخذ رقبته بأبرة كي يجعل افكاره تتحقق) و اثناء سقوط هينجامي تذكرت احداث حياتها لكن في الواقع توما ابطل هذه القدرة فلم تمت ايسا توما غضب من اوريليوس ليبدأ بينهما القتال. تمكن توما من منع كل هجماته باستخدام اميجين بريكر ؛ ومع ذلك، قام أوريليوس بقطع ذراعه الأيمن، وجعله يخاف، لكن هذا لم يوقف توما لسبب ما أنه ما زال بإمكانه منع هجماته ومن أي مكان ظهر تنين بدلاً من ذراعه حتى هزمه أخيرًا وتمكن أن ينقذ إندكس و ايسا. في المستشفى، وبعد الجراحة، استرد توما ذراعه. و جاء ستيل لزيارته و لكي يطئمن علي حاله أوضح ستيل أن التنين الذي ظهر كان عمل قدرة اوريليوس الخاصة، ارس ماجنا (القدرة على جعل افكاره تصبح شبه حقيقة اي لا يمكنها تغيير الواقع) و يقول له بأن أوريليوس تم محو ذاكرته و نسي كيفية استخدام السحر و تم غلق مدرسته و ايقاف كل نشاطه. بعد أن غادر ستيل، جائت كل من أيسا و انديكس ليشكروه على مساعدته و يبدو ان أيسا قد انتقلت للعيش مع توما و أنديكس |                                 |                                      |                                     |
| 10 | (お姉様 (みさかみこと           | الأخت الكبري ميكوتو ميساكا           | 6 ديسمبر 2008                       |
| بدأت احداث الحلقة بمحاولة أحدي شبيهات ميكوتو ميساكا قتل أكسيليريتور بمسدس متتطور لكنه تمكن من صد هجمتها و قامت بالهرب منه لكنه تبعها بعد بضعة أسابيع يلتقي توما مع ميكوتو ميساكا عندما وضع مال في آلة البيع الخاص بالمشروبات حيث وضع مبلغ كبير في الآلة و لم تعيد له النقود أو تخرج له المشروب (رغم أنه لم يعد يتذكرها حيث تسأل علي اسمها فقامت بمحاولة الهجوم عليه بقواها الكهربية وكالعادة تمكن من ايقافها بيده اليمني ) لكن ميكوتو تركل الآلة و تخرج منها المشروب الذي دفع ثمنه توما و تقوم بشربه و بدئت بالسخرية منه لانه خسر نقوده واستخدمت مهارتها لتعبث بالآلة لتقوم أخراج كل علب المشروب الغازية الموجودة بالآلة لكنه هرع لانه سمع صوت أنذار من الآلة و خاف من ان تنفجر فتبعته لتعرف لما تركها فيقول لها انه لا يريد ان يتورط معها بجريمة السرقة و تقول له بأنه الوحيد الذي يستيطع مجابهة قواها فلا يوجد أحد في مدينة المدارس أو خارجها يمكنه ان يتغلب عليها و تقول له بأن لو اي من الفتيان عرف انها ترافقه فسغشون عليهم بدأت ميكوتو تتفاخر بنفسها حتي تقاطعهم كوراكو شيراي (اخت ميكوتو غير الشقيقة) و لكن توما حاول ان يتركهما و يغادر و لكن ميكوتو تضايق من كوركو لانها تظن انها في موعد غرامي مع توما و تحاول بضربها بالصاعقة لكنها تهرب مستعملة قدرتها التيليبورت ( وهي القدرة علي الانتقال من مكان لمكان بسرعة عالية . بعد، ظهرت ميساكا أخري قائلة إن ميكوتو هي أختها الكبرى.ثم تتركه ميكوتو الاصلية و تغادر برفقة شبيهتها توما مع شبيهة أخري من شبيهات ميكوتو في طريق عودته للمنزل و ساعدته في حمل العلب التي وقعت منه أثناء ذلك يلتقي هو شبيهة ميكوتو بأيسا و إنديكس التي تسأله عن سبب تسكعه معه بحيث يعرف بأن سفينكس أصابته البراغيث فيفسر سبب شعوره بالحكة في الفترة الأخيرة حيث ان كل من هينيجامي و إنديكس تشرحان له بأنهما ستسخدما تعوايذ سحرية لقتل البراغيث لكن شبيهة ميكوتو أستخدمت قدرتها الكهربية لقتل البراغيث دون ان تؤذي القط و تقوم بترك عبوات المشروب و تغادر في اليوم التالي بعد ذهاب توما لدروس التقوية يقابل ميكوتو كعادته و يقف للحديث معها ميكوتو مع قطة، ثم تذهب توما إلى متجر تاركةً لها وحدها، وفجأة ظهر صبي خلفها، ثم غادر القطة لمواجهته. تبين أن الصبي هو أقوى مستوى 5 في أكاديمية المدينة. |                                 |                                      |                                     |
| 11 | (妹達 (シスターズ               | الاخوات                              | 13 ديسمبر 2008                      |
| تسكمل أحداث الحلقة السابقة بهرب أحدي نسخ ميساكا المعروفة بأسم ميساكا 10032 من إكسيليرتور الذي تمكن من هزمها و من قتلها بدون أي مشكلة مستخدماً قدرته القوية علي التحكم في المتجهات و بعد ذلك عثر توما علي القط الذي كان يرافق نسخة ميساكا و بتتبعه عثر على أحدي شابيهات ميساكا ميتة في الزقاق غارقة في دمائها و بعد ذلك وصل رجال الشرطة لمعاينة المكان و حاولوا معرفة أي شئ من توما الذي يعد الشخص الوحيد الذي شاهد ما حصل لنسخة ميساكا لكن فورما وصل هو رجال الشرطة لمسرح الجريمة لم يجدوا جثتها و سط ذهول توما مما يدور حوله بدء في الركض .ليري من العدم نسخة أخري لميساكا تحمل جثة المستسنخة التي قتلت علي يد أكسيلريتور في بدايبة الحلقة و بدء في سؤالها عنما يحدث هنا ظناً إنها النسخة التي كانت غارقة في دمائها لكن النسخة وضحت إنها ليست هي إنما نسخة آخري حاول توما أن يفهم السبب لكن نسخة ميساكا علمت أن توما لا ينتمني لمشروعهم لذلك لا يمكنها أخباره بما يدور و في أثناء ذلك يظهر من العدم عدد المستنسخات من ميساكا تقول أن توما لا يجب عليه أن يتدخل في مشروعهم السري و في وسط ذلك ذهل توما و لم يعرف ما الذي يجري حوله بالضبط و قمن بالمغادرة . بدء توما الحائر في البحث عن إجابات حاول تجميع كل الخيوط و أوصلته إلي أن ميساكا ميكوتو الأصلية تعرف كل شئ فعليه أن يعرف منها ما هو هذا المشروع السري فيبدأ في البحث عن ميساكا حاول أن يتصل يها لكن كوراكو قامت بالرد عليه ليعلم منها إنها غير متواجدة بالسكن ويذهب إلى غرفة نومها لينتظرها. على الرغم من أنها لم تكن هناك، فقد تمكن من اكتشاف ما تدور حوله التجربة، والتي تدور حول قتل 20000 من نسخها حتى يتطور إكسيليرتور إلى المستوى 6 الذي يعد مستوي أعلي من كل البشر في المدرسة حاول توما تتبع ميساكا عن طريق تتبع أثارها الكهربية التي تتسبب في دوران المراوح دون وجود أي تيار هوائي لتنتهي الحلقة علي مشهد أستعداد ميساكا للقاء إكسيليرتور ليبدأ القتال الدامي بينهما . |                                 |                                      |                                     |
| 12 | (絶対能力 (レベル6              | القوي المطلقة، المستوي السادس        | 20 ديسمبر 2008                      |
| |                                 |                                      |                                     |